# Диаскоп комикс
Вижте пояснителната страница за други значения на Диаскоп.
„Диаскоп комикс“ е български блог, създаден през 2008 г. с текстове за изследване езика на българското комикс изкуство.
Негов основател е художникът Георги Чепилев, който създава образователния проект „Седмично електронно издание за езика на българското комикс изкуство“ към Община Пловдив. Блогът има сключени партньорства с културни институти, сред които на първо място е галерия „Жорж Папазов“.